# حي النزهة (الرياض)
حي النزهة هو أحد أحياء الرياض التابعة لبلدية العليا، ويحده من الشمال طريق الإمام سعود بن عبد العزيز بن محمد ومن الشرق طريق عثمان بن عفان ومن الجنوب طريق الملك عبد الله ومن الغرب طريق أبي بكر الصديق،
يجاوره من الشمال حي التعاون ومن الشمال الشرقي حي الازدهار ومن الشرق حي المغرزات ومن الجنوب الشرقي حي الملك عبد الله الشمالي ومن الجنوب حي الواحة ومن الجنوب الغربي حي صلاح الدين ومن الغرب حي المرسلات ومن الشمال الغربي حي المصيف
ويتخلله شوارع رئيسية هي :
- شارع محمد علي جناح
- شارع سفيان بن حرب
- شارع الأمير مقرن بن عبد العزيز
- شارع تركي بن أحمد السديري